# Asperula mungieri
Asperula mungieri är en måreväxtart som beskrevs av Pierre Edmond Boissier och Theodor Heinrich von Heldreich. Asperula mungieri ingår i släktet färgmåror, och familjen måreväxter. Inga underarter finns listade i Catalogue of Life.